# Xian de Gong'an
Pour les articles homonymes, voir Gong'an.
Le xian de Gong'an (chinois : 公安县 ; pinyin : gōng'ān xiàn) est un district administratif de la province du Hubei en Chine. Il est placé sous la juridiction de la ville-préfecture de Jingzhou.

## Démographie
La population du district était de 1 073 030 habitants en 1999.